# 约克格里姆
约克格里姆是德国莱茵兰-普法尔茨州的一个市镇。总面积12.61平方公里，总人口7008人，其中男性3542人，女性3466人（2011年12月31日），人口密度556人/平方公里。